# Снядка-Третя
Снядка-Третя (пол. Śniadka Trzecia) — село в Польщі, у гміні Бодзентин Келецького повіту Свентокшиського воєводства.
У 1975-1998 роках село належало до Келецького воєводства.